# 拉穆拉
拉穆拉（法語：Lamoura，法語發音：[lamuʁa]）是法国汝拉省的一个市镇，位于该省东南部，属于圣克洛德区。

## 地名
“拉穆拉”（Lamoura）一名来源于法兰克-普罗旺斯语，意为“岩块”。

## 地理
拉穆拉（46°23'43"N, 5°58'0"E）面积22.28 平方千米，位于法国勃艮第-弗朗什-孔泰大區汝拉省，该省份为法国东部内陆省份，北起上索恩省，西北接科多尔省，西临索恩-卢瓦尔省，南至安省，东与杜省和瑞士接壤。
与拉穆拉接壤的市镇（或旧市镇、城区）包括：隆绍穆瓦、拉茹、普雷马农、圣克洛德、塞蒙塞勒-莱莫吕讷。
拉穆拉的时区为UTC+01:00、UTC+02:00（夏令时）。

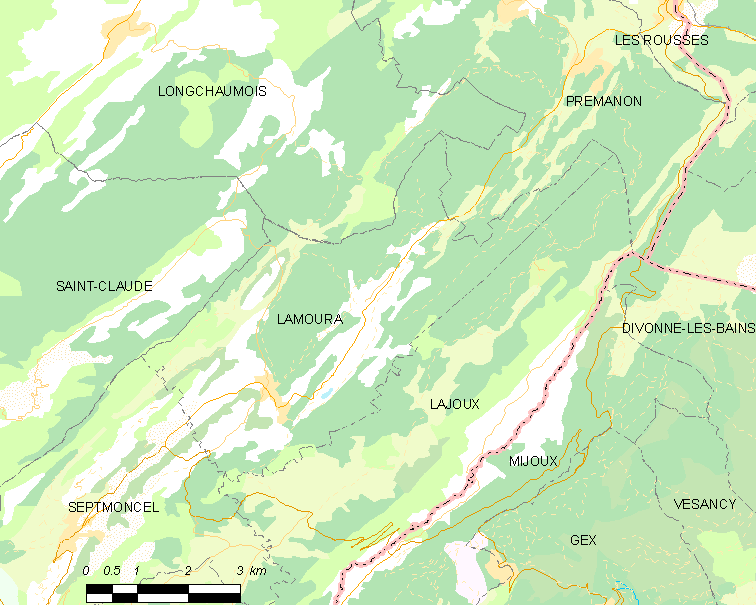
拉穆拉的OSM定位图

## 行政
拉穆拉的邮政编码为39310，INSEE市镇编码为39275。

## 政治
拉穆拉所属的省级选区为科托迪利宗县。

## 交通
汝拉省省道D25线、D292线和D304线在拉穆拉交汇。

## 人口

1962-2008年间拉穆拉人口变化图示

拉穆拉于2022年1月1日时的人口数量为659人。